# Дякович, Борис
Борис Дякович (болг. Борис Дякович; 22 февраля 1868, Болград — 8 января 1937, Пловдив — болгарский археолог и библиотечный работник родом из Бессарабии.

## Биография
Происходит из семьи бессарабских болгар. Окончил румыно-болгарскую трехклассной школу в своем родном Болграде и классическую гимназию в Пловдиве (1890). Изучал право в Одессе (1891-1893) и Праге (1894), историю и археологию в Париже (1895-1898). В Софии он был назначен куратором в этнографическом отделении Национального музея (1898) и заместителем директора Национальной библиотеки (1899). С 1 апреля 1901 по февраль 1932 был директором Пловдивской Национальной библиотеки и основал Археологический музей (1910). Основатель (1923) и Первый почетный член (1937) — Археологического общества в Пловдиве, член Болгарского археологического института с момента его основания (1920) до своей смерти.
Дякович является автором раздела «Библиотеки и музеи» в Законе «О рождении Просвещения» (1909). Разработал новый, современный устав Национальной библиотеки в Пловдиве (1920) и начал издавать свой ежегодник (1905). Как археолог он работал в области фракийской и греко-римской древности.